# ヤジエセツルメント
ヤジエセツルメントとは、1959年（昭和34年）に発生した伊勢湾台風後、被災地である名古屋市南区弥次ヱ町において展開された、被災児童の保育活動を中心とする援助活動である。

## 概要
1959年（昭和34年）伊勢湾台風で大きな被害を受けた名古屋市南区内の低湿地帯である弥次ヱ町で劣悪な環境にある子どもたちを支援するため、名古屋大学教養部、愛知県立女子大学、日本福祉大学、愛知県立旭丘高等学校童話部の学生たちが地域で支援活動を行った。このセツルメントは、1960年（昭和35年）2月から1962年（同37年）8月までの2年半だけの活動である。仮設住宅内の養鶏所事務所を無償で借り受け、ここに保育所をつくった。保育所といっても認可は受けておらず、運営費は学生たちのカンパやささやかな後援会費で賄われていた。

## 背景
日本のセツルメント運動は、関東大震災直後の東京帝大セツルメント運動に始まり、戦後には学生運動の一部として、貧民の救済と教育、連帯を目指して行われていた。1960年（昭和35年）には、全国で40近いセツルメントがあり、地域の実情に応じて様々な活動を行っていたという。

## 経緯
ヤジエセツルメントは、伊勢湾台風に際して、救護活動に取り組んだ学生の中から生まれた。1959年10月15日に名古屋大学教養部の自発的な活動として「泥の会」が発足する。伊勢湾台風を国の予算の分析や土木開発の視点から多角的に検証し、問題を提起した。また当初からセツルメントの設立を方針として掲げていた。最も被害の酷かった人々が住む地域として名古屋市南区での設立を目指していたところ、市有の競売にかけられる予定の旧養鶏場の空き事務所を学生自ら交渉を重ねて借り受けるに至った。運営に必要な費用は、後援会を組織し、各国の大学に呼びかけて集めた。

## その後の展開
一時的に派遣されたはずの2人の保育者、及川と難波はともに名古屋にとどまった。及川は1962年3月に、かつての学生セツラー原田正造と結婚した。1965年1月の時点では一児をもうけており、名古屋市の井戸田幼稚園で働いている。難波は被災者支援をしていた医療福祉関係の川本某と結婚した。1965年1月の時点では一児をもうけており、名古屋市のみどり子どもセンターで働いている。

## 評価
マスメディアには「青春を犠牲にして、ぶん殴り教育」「ぶん殴り保育」として取り上げられたとされる。ただ、上と山崎は「人間平等と愛と信頼にもとづいた集団主義的な保育」の、非典型的ではあるものの高度の達成を示したものであるとした。

## 影響
いずみの会の坂ちか子は、ヤジエセツルメントへの参加を通し、小児麻痺児童に対するソ連製「生ワクチン」の使用問題や、保母の解雇問題に端を発した青空保育へと関心を広げていった。